# GFAJ-1
GFAJ-1 è un batterio estremofilo a bastoncino, della famiglia Halomonadaceae e della classe Gamma Proteobacteria, che sarebbe in grado di nutrirsi utilizzando un elemento solitamente tossico, ad alte concentrazioni, come l'arsenico.
La ricerca confermerebbe l'ipotesi, di lunga data, che la vita su altri pianeti può avere una composizione chimica e, più in generale, una biochimica radicalmente diversa da come la conosciamo sul pianeta Terra.

## Scoperta e caratteristiche singolari

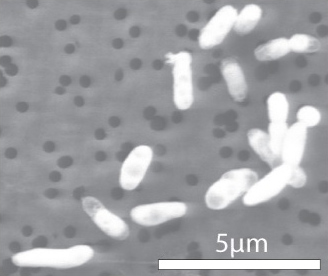
Batteri GFAJ-1 cresciuti in un mezzo contenente fosforo

L'organismo è stato scoperto da Felisa Wolfe-Simon, una astrobiologa NASA dell'agenzia United States Geological Survey di Menlo Park, in California.
L'organismo è stato isolato sin dal 2009 in sedimenti raccolti dalla stessa Felisa Wolfe-Simon e dai suoi colleghi lungo le rive del Lago Mono, in California. Il lago è ipersalino e altamente alcalino. Ha anche una delle più elevate concentrazioni (200 µM in media) di arsenico naturale in tutto il mondo. La scoperta è stata ampiamente pubblicizzata il 2 dicembre 2010.
Molti batteri Halomonas, al cui genere appartiene anche GFAJ-1 secondo i risultati del sequenziamento della subunità 16S dell'rRNA e alla successiva collocazione nell'albero filogenetico, sono noti per essere in grado di tollerare elevati livelli di arsenico, ma GFAJ-1 è in grado di fare oltre. In condizioni di carenza di fosforo, questo batterio è in grado di incorporare l'arsenico nel suo DNA e continuare a crescere.
Introducendo arsenico radioattivo durante la crescita di alcuni dei microbi, Wolfe-Simon ha provato che circa un decimo di arsenico assorbito è finito nei loro acidi nucleici.
In altre parole, l'esperimento eseguito da Wolfe-Simon ha sottolineato che il batterio GFAJ-1 può sostituire il fosforo con l'arsenico nel suo DNA.

## Considerazioni di natura chimica
L'arsenico può sostituire chimicamente il fosforo perché appartengono entrambi allo stesso gruppo nella tavola periodica degli elementi (gruppo dell'azoto, 15º gruppo o quinto gruppo A, nella nuova nomenclatura), questo comporta che abbiano comportamenti chimici paragonabili. Appartenere allo stesso gruppo significa avere configurazione elettronica dello strato di valenza (quello più esterno) uguale, ne segue che questi elementi abbiano una chimica di base simile. Queste sono, ad esempio, le stesse considerazioni che si fanno quando si ipotizza un'esobiologia basata sul silicio al posto del carbonio (entrambi appartenenti al quarto gruppo A).

Ione arseniato.

Per determinare la distribuzione intracellulare dell'arsenico dell'organismo GFAJ-1 coltivato in un ambiente povero di fosforo (per massimizzare l'assorbimento e l'inclusione di arsenico) si è utilizzato un isotopo radioattivo dell'arsenico come marcatore (sotto forma di arseniato). La caratterizzazione della distribuzione ha dato i seguenti risultati: 10% dell'arsenico radioattivo era incorporato negli acidi nucleici del batterio, il 75% si trovava nella frazione proteica e la parte rimanente nella frazione lipidica. Per l'estrazione si è usato come solvente fenolo, questo ha comportato la presenza anche di altre specie chimiche (propriamente non proteiche) nella "frazione proteica".

## Critiche

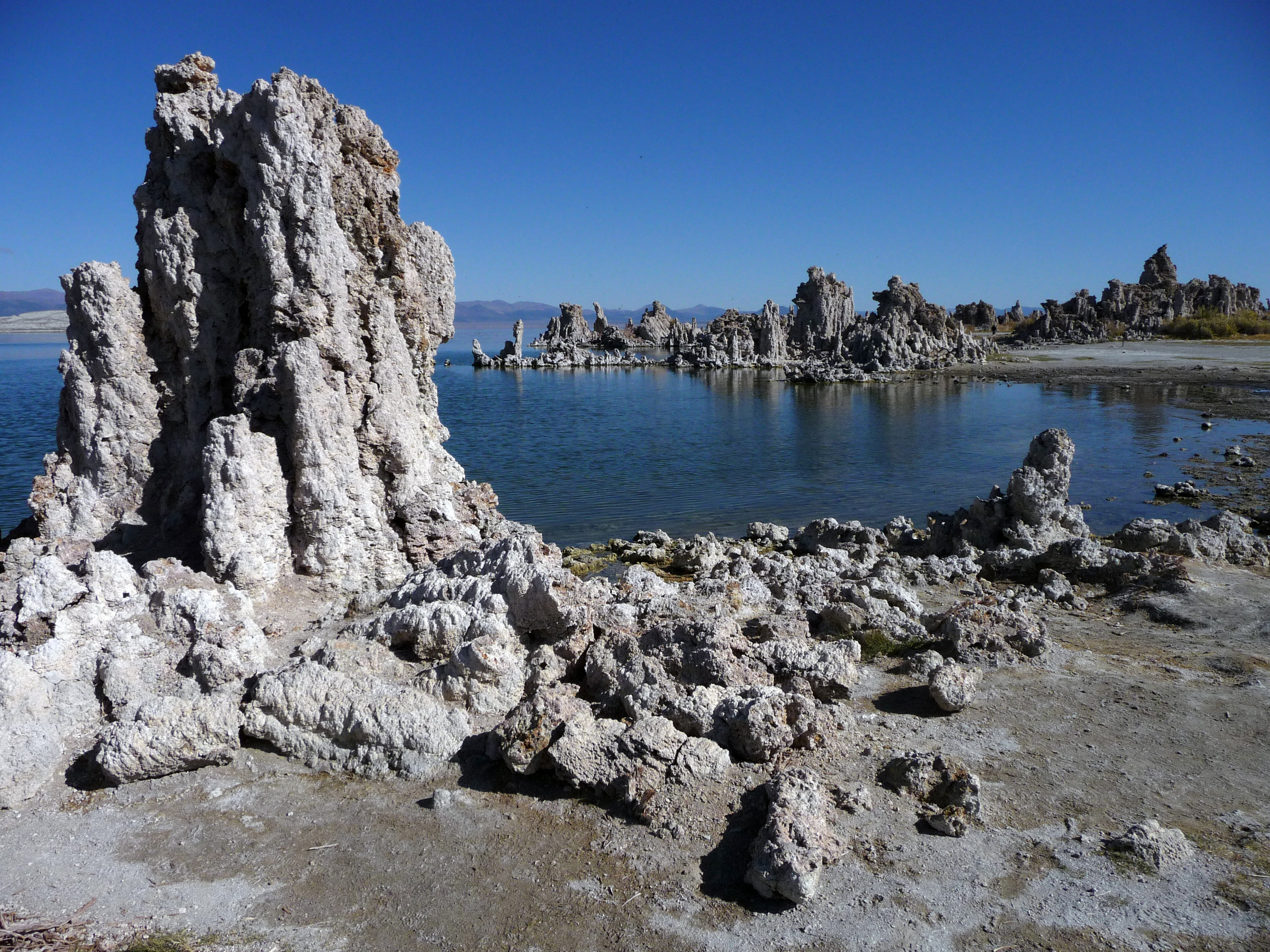
Formazioni sedimentarie lungo le sponde del Lago Mono

Diversi ricercatori, tra cui la microbiologa Rosemary Redfield dell'Università del British Columbia (Columbia Britannica, Canada), hanno criticato il modo in cui è stato condotto l'esperimento. I ricercatori contestano alla Wolfe-Simon e alla NASA, di non aver effettuato determinate procedure per "purificare" i batteri, e assicurare l'assenza di contaminazioni.
Nel gennaio 2012 il gruppo di ricercatori diretto dalla Redfield, ha pubblicato dei dati che, spiega la scienziata, costituiscono una "chiara confutazione" del fatto che il DNA del batterio contenga arsenico.
Nel giugno 2012 due lavori indipendenti pubblicati su Science mostrano che anche GFAJ-1, ha bisogno per svilupparsi di piccole quantità di fosforo e che non è in grado di sostituirlo con l'arsenico.
L'articolo è stato ritirato nel 2025.

## Note

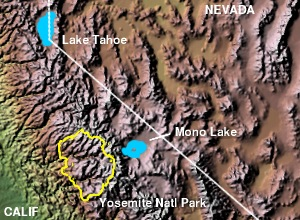
Carta geografica che mostra il lago Mono a est del Parco nazionale di Yosemite.